# Caterina Vitale
Caterina Vitale (ur. 1566, zm. 1619) – pierwsza kobieta–farmaceutka i chemik na Malcie, oraz pierwsza kobieta–farmaceutka Zakonu św. Jana.
Caterina Vitale pochodziła z Grecji. Poślubiła Ettore Vitalego, farmaceutę Zakonu rycerzy św. Jana. Po jego śmierci w roku 1590 przejęła aptekę oraz obowiązek dostarczania lekarstw do Sacra Infermeria. Opisana była jako odnosząca sukcesy kobieta–przedsiębiorca, stając się bardzo bogatą, a jednocześnie darczyńca zakonu Karmelitów.
Zmarła w roku 1619 w Syrakuzach na Sycylii, jej zwłoki zostały przywiezione do Valletty i pochowane w kościele Karmelitów.